# Акрон (Ајова)
Акрон (енгл. Akron) град је у америчкој савезној држави Ајова. По попису становништва из 2010. у њему је живело 1.486 становника.

## Демографија
Према попису становништва из 2010. у граду је живело 1.486 становника, што је -3 (-0.2%) становника више него 2000. године.
| Група             | 2000.         | 2010.         |
| Белци             | 1.473 (98,9%) | 1.446 (97,3%) |
| Афроамериканци    | 5 (0,3%)      | 6 (0,4%)      |
| Азијати           | 0 (0,0%)      | 1 (0,1%)      |
| Хиспаноамериканци | 4 (0,3%)      | 7 (0,5%)      |
| Укупно            | 1.489         | 1.486         |